# MorphOS
MorphOS is een deels propriëtair en deels open source Amiga-compatibel besturingssysteem ontwikkeld voor de Pegasos PowerPC processor, PowerUP versnelde Amigacomputers en ook voor Freescale ontwikkelingsborden die gebruikmaken van de Genesi Firmware waaronder EFIKA en mobileGT. Het is later ook beschikbaar gesteld voor de Mac mini G4, eMac en de Power Mac G4. De kernel is closed source maar belangrijke onderdelen zoals de Ambient-desktop zijn open source.
Op de Amiga34 op 12 oktober 2019 heeft het MorphOS-team laten zien in welke richting het besturingssysteem zal worden ontwikkeld: AMD64. 
De eerste ontwikkelaarsversie van de kernel werd getoond op een AMD Ryzen 5 met een RadeonHD grafische kaart. 
Het besturingssysteem zal aan AMD64 / x86 worden aangepast terwijl tegelijkertijd PowerPC en 68K applicaties transparant kunnen worden gedraaid.  
Het besturingssysteem is geprogrammeerd in C.

## Versiegeschiedenis
De eerste versie werd uitgegeven op 1 augustus 2000.

### Versiegeschiedenis
| Versie | Datum            | Informatie/Release notes        | Opmerkingen |  |
| ------ | ---------------- | ------------------------------- | --- |  |
| 2.0    | 30 juni 2008     | (en) MorphOS 2.0 release notes  | Ondersteuning toegevoegd voor het Efika 5200B platform |  |
| 2.1    | 6 september 2008 | (en) MorphOS 2.1 release notes  | |  |
| 2.2    | 20 december 2008 | (en) MorphOS 2.2 release notes  | |  |
| 2.3    | 6 augustus 2009  | (en) MorphOS 2.3 release notes  | |  |
| 2.4    | 12 oktober 2009  | (en) MorphOS 2.4 release notes  | Ondersteuning toegevoegd voor de G4 |  |
| 2.5    | 4 juni 2010      | (en) MorphOS 2.5 release notes  | Ondersteuning toegevoegd voor de eMac G4 |  |
| 2.6    | 10 oktober 2010  | (en) MorphOS 2.6 release notes  | Ondersteuning toegevoegd voor de Power Mac G4 |  |
| 2.7    | 2 december 2010  | (en) MorphOS 2.7 release notes  | Verbeterde ondersteuning Mac G4 platform en bug fixing. |  |
| 3.5.1  | 18 februari 2013 | (en) MorphOS 3.5 release notes  | Ondersteuning toegevoegd voor de G5 Powermac7,2 |  |
| 3.6    | 27 juni 2014     | (en) MorphOS 3.6 release notes  | Broadcom WiFi, AMD R400, SMBFS filesysteem, VNC Server en een Synergy client. |  |
| 3.7    | 3 augustus 2014  | (en) MorphOS 3.7 release notes  | Bug fix release |  |
| 3.8    | 15 mei 2015      | (en) MorphOS 3.8 release notes  | Ondersteuning voor ACube's. Verbeterde ondersteuning ATI kaarten. Performance verbetering en 4K ondersteuning. |  |
| 3.9    | 19 juni 2015     | (en) MorphOS 3.9 release notes  | Bug fix release |  |
| 3.10   | 25 maart 2018    | (en) MorphOS 3.10 release notes | Uitgebreide hardware ondersteuning (X5000 moederbord; nieuwe SATA controllers, netwerk controllers, scanners en video kaarten), Flow Studio IDE met ingebouwde debugger, ondersteuning voor meerdere tijdzones, nieuwe lettertypes, ondersteuning voor vector graphics, algemene bugfixes en verbeterde prestaties. |  |
| 3.11   | 6 juli 2018      | (en) MorphOS 3.11 release notes | Bug fix release |  |
| 3.12   | 2 oktober 2019   | (en) MorphOS 3.12 release notes | Dual monitor support voor PowerMac en Powerbook, geïntegreerde Helios firewire stack, verbeterde fan-control, de Odyssey webbrowser heeft een nieuwe gebruikersinterface en betere security. Nieuwe spellingschecker geïntegreerd in het systeem op basis Hunspell. Meer dan 150 nieuwe Epson scanners worden nu ondersteund. |  |
| 3.13   | 7 februari 2020  | (en) MorphOS 3.13 release notes | Bug fix release |  |
| 3.14   | 4 oktober 2020   | (en) MorphOS 3.14 release notes | Optimalisatie van de Kernel, verbeterde TCP/IP network stack threading ondersteuning, verbeterde UNIX emulatielaag, MUI verbeteringen, verbeterde ObjectiveC framework, een betere vertaling bij een aantal talen, update open source componenten van verscheidene bibliotheken en klassen, verscheidende bug-fixes, introductie van ScoutNG een systeem monitoring applicatie. |  |
| 3.15   | 31 december 2020 | (en) MorphOS 3.15 release notes | Bug fix release |  |
| 3.16   | 9 maart 2022     | (en) MorphOS 3.16 release notes | Systeem voor notificaties en mailclient toegevoegd, Odyssey web browser vervangen door Wayfarer web browser, nieuwe applicatie 'switcher' toegevoegd. Verbeteringen aan de Synergy client, gedeelde openssl 3 library toegevoegd. En verder veel bugs weer opgelost. |  |
| 3.17   | 1 mei 2022       | MorphOS 3.17 release notes      | Bug fix release |  |
| 3.18   | 13 mei 2023      | MorphOS 3.18 release notes      | Een nieuwe Hex/RAM/Disk editor, ArchiveIt archiver/unarchiver applicatie, verbeterde weergave van koelinformatie via de Thermals applicatie, Samba2/3 ondersteuning, inclusief integratie met het Ambient bureaublad. Uitgebreide verbeteringen aan de Radeon drivers en verbeteringen in de ondersteuning voor de Realtek 8168 driver. Problemen met USB-ondersteuning voor CyrusPlus 5040 systemen zijn verholpen. Veel systeemcomponenten en bibliotheken zijn verbeterd, waaronder MUI, Netstack en Filesysbox. |  |
| 3.19   | 18 januari 2025  | MorphOS 3.19 release notes      | Bug fix release |  |

## Componenten

### ABox
ABox is een emulatie sandbox die een PowerPC-native AmigaOS API-kloon biedt die binair compatibel is met zowel de 68k-Amiga-applicaties als beide PowerUP- en WarpOS-bestandsformaten van Amiga PowerPC executables. ABox is gedeeltelijk gebaseerd op AROS. ABox bevat de Trance JIT codevertaler voor de 68k-native Amiga-applicaties.

### Andere
| Naam                 | Uitleg                                                                                       |
| -------------------- | -------------------------------------------------------------------------------------------- |
| AHI                  | audio-interface: 6.7                                                                         |
| Ambient desktop      | de standaard desktopomgeving, geïnspireerd op Workbench en Directory Opus 1.43               |
| CyberGraphX          | grafische interface oorspronkelijk ontwikkeld voor Amiga computers: 5.1                      |
| Magic User Interface | primaire GUI-toolkit: 4.0                                                                    |
| Poseidon             | de Amiga USB stack ontwikkeld door Chris Hodges                                              |
| TurboPrint           | het printsysteem                                                                             |
| TinyGL               | OpenGL implementatie en Warp3D compatibiliteit worden aangeboden via RAVE low-level API: V51 |
| Quark                | beheert de low-level systemen                                                                |